# Belmonte Piceno
Pour les articles homonymes, voir Belmonte.
Belmonte Piceno est une commune italienne de moins de  1 000 habitants, située dans la province de Fermo, dans la région Marches, en Italie centrale.

## Administration
| Période                                  | Période      | Identité          | Étiquette                    | Qualité |
| ---------------------------------------- | ------------ | ----------------- | ---------------------------- | ------- |
| 1er juillet 1985                         | 21 juin 1991 | Silvio Sebastiani | Democrazia Cristiana         | Maire   |
| 1er juillet 1991                         | 4 juin 2004  | Lucio Giustini    | Democrazia Cristiana puis SE | Maire   |
| 14 juin 2004                             | 26 mai 2014  | Danilo Pallotti   | SE                           | Maire   |
| 27 mai 2019                              | en charge    | Ivano Bascioni    | SE                           | Maire   |
| Les données manquantes sont à compléter. |              |                   |                              |         |

Source Elections Italiennes

### Hameaux
Castellarso Ete, Castellarso Tenna, Colle Ete, Colle Tenna

### Communes limitrophes
Falerone, Fermo, Grottazzolina, Monsampietro Morico, Montegiorgio, Monteleone di Fermo, Montottone, Servigliano